# Risatissima
Risatissima è stato un varietà televisivo di Canale 5 andato in onda per due edizioni nel 1984 e 1985. Il titolo si rifà a un altro successo di Canale 5, Premiatissima, con cui nella prima edizione condivide lo studio. Il programma vinse il Telegatto sia nel 1984 che nel 1985.

## Prima edizione
Ambientato su una immaginaria nave da crociera, la prima edizione di Risatissima venne trasmessa dal 3 marzo al 2 giugno 1984 (per 14 puntate complessive) il sabato alle 20:25 con la conduzione di Milly Carlucci affiancata da una serie di comici: Lino Banfi, Ric e Gian (Riccardo Miniggio e Gian Fabio Bosco), Renato Pozzetto, Massimo Boldi, Marco Columbro, Mauro Di Francesco, Gigi e Andrea (Gigi Sammarchi e Andrea Roncato).
Ospite fisso era Ornella Vanoni che in ogni puntata cantava un brano musicale.
La sigla di testa, La Banda, era cantata dai Wall Street Crash, quella di coda, Sentimental Journey, era invece eseguita da Milly Carlucci che, in concomitanza alla trasmissione pubblicò anche il suo primo album discografico, Milly Carlucci.
Allo show avrebbe dovuto partecipare anche Paolo Villaggio che però, a contratto siglato, lasciò la produzione costringendo Canale 5 alla richiesta di un sequestro cautelativo di 500 milioni di lire nei confronti dell'attore.

## Seconda edizione
Da sabato 2 marzo 1985, Risatissima ritorna con un'edizione ancora più ricca il cui leit motiv era "È la fine del mondo!".
La conduzione passa a Lino Banfi affiancato da Carmen Russo, Edwige Fenech, Lino Toffolo con il pupazzo Sandrino (che ha le fattezze del presidente Sandro Pertini e la voce di Alfredo Papa), Massimo Boldi, Celeste Johnson, Paolo Villaggio (appianati i dissidi dell'anno precedente) e la partecipazione speciale di Loredana Bertè, con una serie di memorabili video delle sue canzoni più belle, che, nell'ultima puntata presenterà il suo nuovo disco Carioca, registrato in Brasile.
La sigla di testa è I'm a Lover cantata da Andrea (pseudonimo di Andrea Delfino).
In questa edizione la sontuosa scenografia di Mario Catalano è in parte in legno e in parte in neon, per sottolineare la contrapposizione tra avanspettacolo e spettacolo moderno che caratterizza lo show. Particolarmente innovativi per l'epoca i cambi di scena dove, grazie alla post produzione, mentre le telecamere inquadrano il pubblico di spalle, le diverse scenografie letteralmente spariscono e riappaiono nell'arco di un secondo.
Gli autori del programma erano Enrico Vaime, Italo Terzoli e Umberto Simonetta (quest'ultimo nella seconda edizione), la regia di Davide Rampello, l'orchestra diretta da Augusto Martelli.

## Ascolti
Con una media di 15 milioni di telespettatori per entrambe le edizioni, il programma è stato uno dei varietà più seguiti di sempre della storia di Canale 5.